# Kamel Hamdoud
Kamel Hamdoud, le 10 novembre 1988 au Kremlin-Bicêtre, est un joueur international français de futsal.

## Biographie

### Débuts dans le football
Kamel Hamdoud naît et grandit au Kremlin-Bicêtre,.
À 16 ans, Kamel suit un ami et part en section sport-études au lycée du Gros-Chêne de Pontivy et joue avec les U18 de la GSI Pontivy. Il intègre ensuite le centre de formation de Stade brestois 29 durant un an. Le milieu de terrain est renvoyé quinze mois après son arrivée pour mauvais comportement. Hamdoud s'entraîne ensuite avec le groupe de CFA à Wasquehal alors qu'il joue encore en U18.
À la suite d'une blessure avec Wasquehal, Hamdoud rentre chez ses parents et, pour s'entretenir, essaye le futsal au Kremlin-Bicêtre United. Il fait ensuite des essais infructueux en D2 belge (Tounai, Renaix) et joue une saison et demie au FC Issy (DSR puis DH).

### International de futsal
Il prend une licence et joue à la fois au football et au futsal durant une saison, avant de se consacrer uniquement à la deuxième discipline. Il déclare début 2012 : « Si j'avais continué le foot à onze, j'aurais pu espérer quoi ? Jouer en CFA, sans doute pas mieux. (...) Avec mon club, on a disputé la Ligue des champions à Chypre. J'ai également la chance de représenter mon pays ».
En 2010, il rejoint Chypre, où la discipline est semi-professionnelle. Toutefois, l'aventure à l'Omonia Nicosie ne dure que six mois. « C'était génial, j'avais des avantages (un logement et 1 300 € par mois). Mais je suis rentré, car j'avais le mal du pays ».
Hamdoud dispute son premier match de Coupe de l'UEFA le 13 août 2011 et une défaite 5-4 contre Omonia-Ararat.
À l'été 2011, Hamdoud intègre le Sporting Paris. Il est alors chauffeur-livreur et doit compter sur l'accord de son employeur pour pouvoir jouer en équipe de France. Début 2012, il est embauché par son nouveau club avec un salaire de 1 300 € par mois, auquel s'ajoutent les primes de victoire (environ 100 €). Il déclare « Je fais partie des quelques joueurs français gagnant le plus d'argent grâce au futsal ». En fin de saison 2011-2012, Hamdoud participe à la victoire en finale de Coupe de France avec un but contre le Paris Métropole Futsal (7-4).
En 2013-2014, Kamel remporte la Coupe de France avec le KBU. Il inscrit le dernier but de son équipe en finale contre Cannes Bocca (5-2).
Pour l'exercice 2014-2015, il revient au Sporting Paris et gagne une seconde Coupe nationale consécutive.
En 2016, Kamel Hamdoud rejoint l'ACCES FC, alors au niveau régional, avec les internationaux Abdessamad Mohammed et Mustapha Otmani. Il témoigne au terme de la première saison : « Le projet très ambitieux sur le long terme m'a convaincu. Le sélectionneur m'a assuré que mon choix de rejoindre un club de DH ne me priverait pas des Bleus si je gardais le même rendement en équipe de France ».

### En équipe nationale
En 2008, Kamel devient international français de futsal.
Le 19 mars 2009, Kamel joue sa première rencontre européenne lors du tour principal du Championnat d'Europe 2010 et une défaite 1-2 contre la Slovénie.
En octobre 2011, Hamdoud compte 32 sélections en bleu. Le mois suivant, il inscrit un triplé contre la Pologne en amical (4-1).
Kamel est sélectionné pour le tour préliminaire de qualification à l'Euro 2018. Lors du premier match contre Andorre, il marque sur penalty à la dernière seconde. Il débute les cinq rencontres de la première étape puis du tour principal en tant que remplaçant. Pour les barrages face à la Croatie, Hamdoud n'est pas sélectionné au profit de Michael de Sá Andrade. Ce dernier lui est aussi préféré pour faire partie de l'Équipe de France de futsal au championnat d'Europe 2018.
En avril 2017, on prête 75 sélections en équipe de France à Kamel Hamdoud et 85 le mois suivant avec une autre source. Il totalise 47 buts en équipe de France.

## Palmarès
- Championnat de France (3)
  - Champion :  2010 (KBU), 2012 (Sporting) et 2015 (KBU)

- Coupe de France (3)[10]
  - Vainqueur : 2012 (Sporting), 2014 (KBU) et 2015 (Sporting)

Division 2
- Vice-champion : 2018 (ACCES)

DH Île-de-France (1)
- Champion : 2017 (ACCES)